# Maria Golovin
Maria Golovin ist eine Oper in drei Akten von Gian Carlo Menotti (Musik und Libretto). Sie wurde am 20. August 1958 im Amerikanischen Pavillon der Weltausstellung Expo 58 in Brüssel uraufgeführt.

## Handlung
Die Oper handelt von der Liebesbeziehung des blinden Donato mit der verheirateten Maria Golovin, die mit ihrem kleinen Sohn Trottolò, dessen Hauslehrer Dr. Zuckertanz, seiner Mutter und dem Dienstmädchen Agata in seinem Haus wohnt. Marias Mann befindet sich seit Jahren in Kriegsgefangenschaft. Sie erwidert Donatos Liebe, kann sich aber aufgrund ihrer Vergangenheit nicht vollständig zu ihm bekennen. Eines Tages sucht ein aus einem nahegelegenen Kriegsgefangenenlager entkommener Flüchtling Hilfe bei ihm und lässt seine Waffe zurück. Als Marias Mann entlassen wird, nimmt Donatos Eifersucht unerträgliche Züge an. Nach einer überlangen Geburtstagsfeier mit ihrer Familie bedroht er sie mit der Waffe, benötigt zum Zielen aber die Hilfe seiner Mutter. Diese richtet seine Hand an eine andere Stelle und lässt ihn abdrücken. Sie beruhigt ihn mit den Worten, dass Maria nun für immer die Seine sei. Diese verlässt unversehrt, aber traurig das Haus.

### Erster Akt
Ein verwahrloster Raum in Donatos Haus, einer alten Villa mit Blick auf einen See; Nachmittag an einem kalten Tag im Frühling
Das Zimmer ist mit schlecht zueinander passenden Möbelstücken im viktorianischen Stil eingerichtet, links am Kamin ein niedriger Kaffeetisch, ein Sofa, ein Schaukelstuhl und ein Lehnstuhl, rechts ein altes Klavier, in einer Ecke ein Zeichenbrett mit Architekturmodellen und Kopien von griechischen Statuen, hinten rechts ein düsterer Korridor zur Eingangshalle, hinten in der Mitte eine kleine Tür zum Treppenhaus, hinten ein großes Fenster mit Blick auf die Gartenterrasse, zwischen Tür und Fenster eine Porzellanstatue eines chinesischen Mandarins, an den Wänden Architekturzeichnungen von modernen Gebäuden, im Raum verteilt mehrere leere Vogelkäfige.
Der infolge einer Kriegsverletzung erblindete Donato sitzt mit einem gerade fertiggestellten Vogelkäfig auf dem Sofa, während die Haushälterin Agata aus dem Fenster schaut. Donatos Mutter stellt den beiden die neue Mieterin Maria Golovin, deren kleinen Sohn Trottolò und dessen Hauslehrer Dr. Zuckertanz vor, bevor sie mit den beiden Erwachsenen ins obere Stockwerk geht. Trottolò fürchtet sich etwas vor Donato und läuft ihnen nach. Agata bringt Tee, und Donato fragt sie, ob Maria so schön sei, wie ihre Stimme vermuten lasse. Agata stolziert eine Weile in Marias Kleidung herum, bis Donato sie bittet, den Kuchen zu holen. Die Mutter kehrt mit Trottolò zurück, wenig später auch Agata, und die drei gehen in die Küche. Maria ertappt Donato dabei, wie er ihren Schal betastet und an sein Gesicht hält. Als Rufe von draußen zu hören sind, erklärt er ihr, dass sich ein Kriegsgefangenenlager in der Nähe befinde. Maria erzählt ihm, dass auch ihr Mann seit vier Jahren in einem solchen Lager lebe und sie um seine Gesundheit fürchte. Da sich Donato einsam fühlt, erklärt sich Maria bereit, ihm Gesellschaft zu leisten, ihm vorzulesen oder auf dem Klavier zu spielen. Wenn es regne, wolle sie ihn auch malen. Donato hat früher selbst gezeichnet, wie die Bilder an den Wänden beweisen. Jetzt baut er nur noch Vogelkäfige, die seine Mutter zu verkaufen vorgibt. Er schenkt ihr einen davon. Maria erlaubt ihm, ihr Gesicht zu berühren, zieht dann aber wieder zurück. Die Mutter und Trottolò kehren zurück. Letzterer holt Dr. Zuckertanz, und alle setzen sich an den Tisch. Maria behauptet, der Käfig sei ein Geschenk Donatos für Trottolò. Diese einfache Lüge erschüttert den wahrheitsliebenden Donato zutiefst.
Dieselbe Szene; später Nachmittag einen Monat später
Während Agata vor einem Spaziergang auf Donatos Mutter wartet, deutet sie ihm an, dass sie über seine Gefühle für Maria Bescheid wisse. Sie warnt ihn, dass er für Maria nur ein Abenteuer sei und sie eine Vergangenheit habe. Donato wird wütend. Nachdem die beiden Frauen fort sind, klopft er mit seinem Blindenstock an die Wand. Maria tritt ein, sie umarmen und küssen sich und setzen sich an den Kamin. Maria will mit seiner Hilfe Brailleschrift lernen. Sein Übungsbeispiel lautet „Ich liebe dich“, und er bestätigt ihr, dass das stimme. Sie meint jedoch, dass sie nicht die richtige Frau für ihn sei. Sie hatte bereits vergangenen Sommer ein Verhältnis mit einem jungen Mann namens Aldo, den sie jedoch nicht liebte. Donato aber liebe sie wahrhaft, nicht nur aus Mitleid. Sie umarmen sich, während die Sonne untergeht und von draußen die Lieder der Gefangenen zu hören sind. Als Trottolò durch das Fenster hereinschaut, versteckt sich Maria schnell. Donato teilt ihm mit, dass seine Mutter im oberen Stockwerk sei, und der Junge geht wieder. Maria befürchtet, dass er sie gesehen haben könnte. Sie zieht sich zurück, verspricht Donato aber, am nächsten Tag wiederzukommen. Donato erkennt, dass ihm seine Liebe Schmerz bereiten wird. Er bittet Gott um Hilfe.

### Zweiter Akt
Die Terrasse am Garten; später Nachmittag drei Monate später, Sommer
In der Ferne sind Schüsse und Sirenen zu hören. Donato und Agata vermuten, dass wieder einmal einer der Gefangenen aus dem Lager geflohen sei. Agata arbeitet an einem Pulcinella-Kostüm mit schwarzer Maske, das Trottolò am Abend auf einem Kinderfest tragen will. Donato sorgt sich um die anderen, die noch nicht von einem Picknickausflug zurückgekehrt sind. Agata zeigt ihm einen Brief an Maria, auf dessen Rückseite „Aldo“ steht. In diesem Moment läuft ein bewaffneter Mann auf die Terrasse und bedroht Donato. Als Agata ihn darauf hinweist, dass Donato blind sei und keine Gefahr für ihn darstelle, bittet der Flüchtige sie um ein Versteck. Sie bringt ihn ins Haus. Maria und die anderen kehren zurück. Zuckertanz trägt den übermüdet eingeschlafenen Trottolò, der sofort ins Bett geschickt wird. Es kommt zu einem kurzen Streit zwischen der Mutter und Maria über eine zerbrochene Vase. Donato beschwichtigt seine Mutter. Er gibt zu, dass er sich Marias Gefühle für ihn nicht sicher sei. Als die Mutter für einen Moment ins Haus geht, wirft Donato Maria vor, vergangene Nacht nicht wie versprochen zu ihm gekommen zu sein. Dann zeigt er ihr den Brief, den vielleicht ihr Mann geschrieben habe. Maria behauptet jedoch, er sei von einem alten Schulfreund. Donato glaubt ihr nicht. Die Mutter, Maria und Agata setzen sich zusammen an den Tisch, um zu nähen, und denken an die Vergangenheit (Terzett). Donato vergleicht sie mit den drei Parzen, die den Lebensfaden abspulen.
Derselbe Ort; Nacht
Maria, die Mutter und Dr. Zuckertanz bewundern Trottolò, der das neue Kostüm anprobiert. Anschließend gehen die Mutter, Zuckertanz und der Junge in den Garten, und Maria bleibt mit Donato zurück. Sie hat bemerkt, dass sich sein Verhalten ihr gegenüber geändert hat. Er erklärt ihr, dass er eine Frau geliebt habe, die nicht existiere. Er habe geglaubt, ihr vertrauen zu können, doch sie habe ihn belogen. Als er sie nach Aldos Brief fragt, versichert sie ihre Unschuld und bittet Agata, den Brief vorzulesen. Darin beklagt sich Aldo darüber, dass sie nie auf seine Briefe geantwortet habe. Donato schickt Agata fort und bittet Maria auf den Knien um Verzeihung. Er fleht sie an, ihn niemals anzulügen, und will sie küssen, doch sie reißt sich von ihm los und läuft, von Gefühlen überwältigt, ins Haus. Donato tastet auf dem Boden nach seinem Stock. Der Flüchtling sieht das und hilft ihm. Er kommentiert Donatos Selbstsucht und Ignoranz der Gefühle anderer abschätzig. Donato entgegnet, dass sie beide auf ihre Weise Gefangene seien. Das Licht von Suchscheinwerfern wandert über die Terrasse. Der Flüchtige gibt Donato seine Waffe und zieht sich in den Garten zurück.

### Dritter Akt
Derselbe Raum in Donatos Haus wie im ersten Akt; ein Monat später, September, früher Nachmittag
Die Mutter zeigt Dr. Zuckertanz einige ihrer Musiknoten. Er tut diese als „romantischen Unsinn“ ab und nennt ihr stattdessen die Namen einiger von ihm bevorzugter Komponisten. Er und Maria singen, von der Mutter am Klavier begleitet, ein Duett, das Donato tief berührt. Agata unterbricht sie mit einem Telegramm für Maria: Deren Ehemann wurde aus der Gefangenschaft entlassen und wird bald kommen. Donato erschreckt. Zuckertanz geht nach oben, um Trottolò die Neuigkeit mitzuteilen. Die Mutter verlässt ebenfalls den Raum. Donato fragt Maria, ob sie ihrem Mann von ihrer Liebe erzählen wird. Sie ist sich nicht sicher.
Dieselbe Szene; eine Woche darauf, später Nachmittag
Im Haus decken die Mutter und Maria mit Hilfe eines Dieners den Tisch, während sich Donato allein auf der Terrasse aufhält. Draußen sind die Lieder der Gefangenen zu vernehmen. Die Mutter fragt Maria, ob sie nach der Rückkehr ihres Mannes abreisen werde. Maria hat dies noch nicht entschieden, da ihr Mann vorläufig Ruhe braucht. Die Mutter gibt ihr zu verstehen, dass sie es vorziehen würde, wenn sie ginge. Beide sorgen sich um Donato. Maria fällt eine Trennung von ihm schwer, und die Mutter fürchtet um seinen Verstand. Sie führt ihn in die Wohnung und lässt ihn mit Maria alleine. Dort gibt Maria zu, dass sie ihrem Mann noch nichts von ihrem Verhältnis gesagt habe. Sie will am Abend mit ihrer Familie in ihren Geburtstag hinein feiern. Donato nimmt ihr das Versprechen ab, anschließend zu ihm zu kommen. Er drängt sie, ihrem Mann alles zu offenbaren. Bevor er sie an einen anderen verliert, würde er ihren Tod vorziehen. Maria entgegnet, es sei keine Liebe, wenn man nicht fürchte, den geliebten Gegenstand zu verlieren.
Nach Mitternacht am selben Tag
Donato wartet ungeduldig auf Maria, um ihren Geburtstag zu feiern. Er küsst eine Rose, die er von ihr erhalten hat. Agata erhält von der Mutter die Erlaubnis, zu Bett zu gehen. Auch die Mutter zieht sich zurück. Donato lauscht mit zunehmender Verzweiflung auf die Musik der Feiernden im Nachbarzimmer (Jazzband). Schließlich geht er zum Klavier und nimmt die darin versteckte Waffe des Geflüchteten an sich. Maria erscheint endlich und entschuldigt sich für ihre Verspätung. Donato lässt sich jedoch nicht so einfach beruhigen. Es kommt zum Streit, und Maria erklärt, dass sie das Haus am nächsten Tag endgültig verlassen wolle. Donato bedroht sie mit der Waffe und versucht, anhand ihrer Schritte zu erkennen, wo sie sich befindet. Als Maria dies erkennt, bleibt sie wie versteinert stehen. Donato ruft nach seiner Mutter. Diese gibt Maria ein Zeichen, vorsichtig beiseite zu treten. Dann führt sie die Hand ihres Sohnes in eine andere Richtung und fordert ihn auf, Maria zu töten. Er drückt zwei Mal ab und sinkt erschöpft auf die Knie. Die Mutter versichert ihm, dass Maria nun für immer die Seine sei. Sie reicht ihm die Rose, die er an die Stelle legt, an der er Maria vermutet, und führt ihn hinaus. Maria nimmt die Rose an sich und zieht sich unter Tränen zurück.

## Gestaltung
Das Werk ist durchkomponiert. Es gibt Vorspiele vor dem ersten und dritten Akt und Zwischenspiele zwischen den Szenen.
Die Orchesterbesetzung umfasst die folgenden Instrumente:
- Holzbläser: zwei Flöten (auch Piccolo), zwei Oboen (auch Englischhorn), zwei Klarinetten (auch Bassklarinette), zwei Fagotte
- Blechbläser: vier Hörner, drei Trompeten, drei Posaunen, Tuba
- Pauken, Schlagzeug (zwei Spieler)
- Harfe
- Xylophon
- Streicher
- Bühnenmusik: Jazzband (Klavier, Klarinette, Violine, Violoncello)

## Werkgeschichte
Gian Carlo Menotti schrieb seine Oper Maria Golovin im Auftrag der US-amerikanischen Fernsehkette NBC. Besonders Samuel Chotzinoff, Leiter der Musikabteilung und enger Mitarbeiter des RCA-Präsidenten David Sarnoff, setzte sich dafür ein. Das Libretto verfasste Menotti selbst. Er vollendete die Komposition erst wenige Tage vor der Uraufführung. Während bereits die Proben des ersten Akts begannen, arbeitete er noch hektisch am dritten Akt. Der Schlussakt wurde unter großer Geheimhaltung geprobt, und es durfte vorab keine Inhaltsangabe veröffentlicht werden, um den Überraschungseffekt nicht zu zerstören.
Die Uraufführung fand am 20. August 1958 im Amerikanischen Pavillon der Weltausstellung Expo 58 in Brüssel statt. Noch wenige Stunden vor der Aufführung ließ Menotti den Orchestergraben dunkelbraun streichen. Die belgische Königin Elisabeth musste in einer eigentlich für Profilscheinwerfer vorgesehenen Nische Platz nehmen. Ungefähr ein Drittel der geladenen Prominenz blieb der Aufführung fern. Das Ensemble der NBC Opera Company spielte unter der Leitung des Dirigenten Peter Herman Adler. Es sangen Richard Cross (Donato), Patricia Neway (Mutter), Genia Las (Agata), Franca Duval (Maria Golovin), Lorenzo Muti (Trottolò), Herbert Handt (Dr. Zuckertanz) und William Chapman (Kriegsgefangener).
Beim Publikum kam das Werk gut an. Die Reaktionen der Kritiker fielen jedoch gemischt aus. Der Rezensent der Londoner Times meinte, die Oper habe starke und sorgfältig ausgearbeitete Charaktere und eine packende Handlung. Das Libretto sei so natürlich und sanglich wie bei Menotti gewohnt. Die Musik sei eher fließend als verdienstvoll, was kein Nachteil sei. Es gebe einige hübsche, einige amüsante und einige berührende Stellen, vor allem das Terzett der drei Frauen (II:1) und die satirische Arie des Hauslehrers über dessen bevorzugte Komponisten (III:1). Das Ende sei ein spannender Coup de Théâtre, eine selbstlose Handlung aus selbstsüchtigen Motiven: eine Lüge diene dazu, die Furcht vor Lügen zu lösen. Der Rezensent des Time Magazine hingegen fand die Aufführung enttäuschend. Das Publikum habe zwar heftig applaudiert, doch das Werk habe eher „Momente anstelle von Momentum“ gehabt. Die Musik bestehe nur aus wenigen durch schwache Ketten verbundenen Themen. Es gebe einige Anklänge an Giacomo Puccini. Das Libretto sei im Großen und Ganzen banal. Es habe reichlich Theatralität, aber viel weniger echtes Theater gegeben. Émile Vuillermoz von der Revue des Deux Mondes fand den Schluss wenig überzeugend. Weder die Reaktion der anderen Hausbewohner auf die Schüsse noch das zukünftige Verhältnis zwischen Mutter und Sohn seien gelöst worden. Zumindest der Anfang der Partitur sei lebendig und unterstreiche die Details der Handlung. Im weiteren Verlauf habe sich Menotti jedoch nicht von seinem „italienischen Temperament“ befreien können. Dies habe dem Erfolg der Aufführung jedoch nicht geschadet, sondern sogar vergrößert. Die Ausführenden lobte Vuillermoz ausdrücklich. John Warrack von der Musical Times fand die Schlussszene eindringlich, wenn auch etwas geschmacklos. Die Musik sei dem theatralischen Effekt untergeordnet. Menottis Stil sei unverkennbar. Sie unterstütze die Handlung aber so schwach, dass sie auch von jemand anderem hätte stammen können. Nur im Frauenterzett habe sein persönlicher Stil „sehnsuchtsvoller Lyrizismen“ zu sich selbst gefunden und die Führung über das Drama übernommen. Die Ausführung sei brillant gewesen und, wenn man die knappe Zeit berücksichtige, ein „Wunder an Koordination“.
In Rom entstand noch im selben Jahr eine Studioaufnahme der RCA mit der Besetzung der Uraufführung. Aufgrund eines Angebots von David Merrick, der die Uraufführung in Brüssel gesehen hatte, wurde das Werk ab dem 5. November 1958 im Martin Beck Theatre am Broadway in New York City gezeigt (Bühne: Rouben Ter-Arutunian, Kostüme: Helene Pons, Licht: Charles Elson). Dort fand es jedoch nur geringen Zuspruch und wurde nach fünf Aufführungen abgesetzt. Vermutlich deshalb wurde die RCA-Aufnahme nur in einer Mono-Fassung und in wenigen Exemplaren herausgegeben. Aufgrund dieses Fehlschlags nach einer Reihe größerer Erfolge bezeichnete der Komponist selbst Maria Golovin im Gesamtkontext seines Opernschaffens als „sein unglückliches Werk“.
Weitere Produktionen waren:
- 11. Dezember 1958: Mailand, Teatro alla Scala – italienische Fassung von Alearco Ghigi; Dirigent: Nino Sanzogno; Regie: Gian Carlo Menotti.[9]
- 8. März 1959: Fernsehsendung der NBC – aus dem NBC Opera Theatre; Dirigent: Peter Herman Adler, Regie: Kirk Browning.[10]
- 1959: New York City Opera.[3]
- 22. Januar 1965: Washington, Lisner Auditorium – überarbeitete Fassung; Produktion der Opera Society of Washington.[11]
- 29. Januar 1971: Marseille, Opéra Municipal – französische Fassung von André Burgaud; Inszenierung: Gian Carlo Menotti, Bühne und Kostüme: Pierluigi Samaritani.[12][13][14]
- 8. Dezember 1971: Pariser Oper – französische Fassung von André Burgaud; Inszenierung: Gian Carlo Menotti, Bühne und Kostüme: Pierluigi Samaritani.[15]
- 30. November 1973: Triest, Teatro Comunale Giuseppe Verdi – italienische Fassung von Alearco Ghigi; Dirigent: Christopher Keene, Regie: Gian Carlo Menotti, Bühne und Kostüme: Pierluigi Samaritani.[16][17]
- 19. März 1976: London, Collegiate Theatre, Produktion der Park Lane Opera; Dirigent: Nicholas Braithwaite, Inszenierung: Gian Carlo Menotti.[18][19]
- 1977: Spoleto, Festival dei Due Mondi – italienische Fassung von Alearco Ghigi.[20][21][18]
- 1977: Den Haag, Forum – Dirigent: Gustav Fülleborn.[18]
- 1985: Denton, North Texas State University Opera Theatre – Dirigent: Marc Mourier; mit Klavierbegleitung.[18]
- 1986: Stadttheater Gießen – Dirigent und deutsche Fassung: Herbert Gietzen; deutsche Erstaufführung.[22]
- 1991: Spoleto, Festival dei Due Mondi – auch im Sottile Theater in Charleston (South Carolina).[3][18]
- 2006: Marseille, Opéra Municipal – englische Fassung; Dirigent: Nader Abbassi, Inszenierung: Vincent Broussard, Bühnenbild: Vincent Lemaire, Kostüme: Christian Lacroix.[12]
- 2008: Manaus, Teatro Amazonas – Dirigent: Luiz Fernando Malheiro, Übernahme der Inszenierung von Marseille 2006.[23]

## Aufnahmen
- 1958 – Peter Herman Adler (Dirigent).
 Richard Cross (Donato), Patricia Neway (Mutter), Genia Las (Agata), Franca Duval (Maria Golovin), Lorenzo Muti (Trottolò), Herbert Handt (Dr. Zuckertanz), William Chapman (Kriegsgefangener).
 Besetzung der Uraufführung; Studioaufnahme aus Rom.
 RCA Victor LM-6142 (LP), Naxos 8.111376-77 (2 CDs).[3]
- 1959 – Peter Herman Adler (Dirigent), Kirk Browning (Regie).
 Richard Cross (Donato), Patricia Neway (Mutter), Ruth Kobalt (Agata), Franca Duval (Maria Golovin), Craig Sechler (Trottolò), Herbert Handt (Dr. Zuckertanz), Chester Ludgin (Kriegsgefangener), John Kuhn (Diener).
 Video; aus dem NBC Opera Theatre.
 Videostream auf YouTube.[10][24]
- 1977 – Christian Badea (Dirigent), Gian Carlo Menotti (Regie), Pier Luigi Samaritani (Bühne und Kostüme), Spoleto Festival Orchestra USA, The Westminster Choir.
 Charles Long (Donato), Maureen Morelle (Mutter), Giovanna Fioroni (Agata), Fiorella Carmen Forti (Maria Golovin), Marco Biscarini (Trottolò), Florindo Andreolli (Dr. Zuckertanz), Andreas Kouloumbis (Kriegsgefangener).
 Video; italienische Fassung; live vom 20. Festival dei Due Mondi aus dem Teatro Nuovo in Spoleto.[25]
- 14. Mai 2006 – Nasser Abassi (Dirigent), Vincent Boussard (Inszenierung), Orchester und Chor der Opéra de Marseille.
 Paulo Szot (Donato), Eugénie Grünewald (Mutter), Sophie Pondjiclis (Agata), Nuccia Focile (Maria Golovin), Louis Lemaire (Trottolò), Jacques Lemaire (Dr. Zuckertanz), Patrice Berger (Kriegsgefangener).
 Live aus Marseille.
 Radio-Übertragung auf France Musique.[12][26]:9879